# ボブ・デイズリー
ボブ・デイズリー（Robert "Bob" Daisley、1950年2月13日 - ）は、オーストラリア出身のベーシスト。多数のハードロック関連アーティストと共演し、オジー・オズボーンと活動してからは、作詞家・作曲家としてヒット曲を書いた。

## 来歴

### 黎明期
1964年に初めてベース・ギターを手にし、モータウンをはじめとするリズム・アンド・ブルースを弾きこなしてゆく。初めての本格的なレコーディングはカーバス・ジュートの"Wide Open"（1970年）。ロンドンへ移住後、ブルース・ベースのバンドであるチキン・シャックやマンゴ・ジェリーに参加。1975年にブラック・サバス・スタイルのバンドであるウィドウメイカーへ加わり、2枚のアルバムの制作に関与した。

### レインボー
1977年7月、アルバム制作中のレインボーに加入を打診され、マーク・クラークの後任として加入する。彼は完成したアルバム『バビロンの城門』の一部の曲にしか参加していないが、同アルバムはイギリスのチャートで7位を記録するヒットとなる。1977年から1978年にかけてのツアーに参加し、リーダーのリッチー・ブラックモアによるバンドの刷新に伴い脱退する。ブラックモアは彼のソングライターとしての能力を高く評価していたという。

### オジー・オズボーン
1979年、ブラック・サバスを解雇されたオズボーン、ランディ・ローズ（ギター、クワイエット・ライオット）、リー・カースレイク（ドラムス、元ユーライヤ・ヒープ）とブリザード・オブ・オズを結成する。ドン・アーデンのJETレコードからシングル一枚を制作した後の活動は、オズボーンのバンドとしてクレジットされた。1980年、デビュー・アルバム『ブリザード・オブ・オズ〜血塗られた英雄伝説』が制作され、デイズリーは演奏のみならず曲作りにも大きく関わって「アイ・ドント・ノウ」「グッバイ・トゥ・ロマンス」「クレイジー・トレイン」などのヒット作を生み出した。しかし1981年、2作目のアルバム『ダイアリー・オブ・ア・マッドマン』の制作に参加した後、アルバム発表前に解雇された。
同年、カースレイクとともにユーライア・ヒープのアルバム『魔界再来』（1982年）と『ヘッド・ファースト』（1983年）の制作に参加し、曲作りにも関与する。この2作は若いグラム・メタルのファンに支持された。1983年のユーライア・ヒープのツアーには参加せずに、オズボーンとの活動を再開。オズボーンによる1983年5月29日の「US Festival」で725,000人の大観衆を前に新ギタリストのジェイク・E・リーとともに演奏。アルバム『月に吠える』の制作に携わり、1985年にも『罪と罰』の作詞に関与する。

### ゲイリー・ムーアとのセッション・ワーク
オズボーンとの契約期間以外にはゲイリー・ムーアとの活動を行なった。アルバム『ヴィクティムズ・オブ・ザ・フューチャー』（1984年）のレコーディングに参加した後、その年の冬に行われたヨーロッパ・ツアーのバック・アップ・バンドに加入し、12月のムーアとフィル・ライノットとのドキュメント・フィルム『エメラルド・アイルス』に出演している。その後、『ラン・フォー・カヴァー』（1985年）、『ワイルド・フロンティア』（1987年）のレコーディングとツアーに参加する。他にアルバム『アフター・ザ・ウォー』（1989年）に参加、ツアー後半にはムーアのキャリアの成功作ともなるブルース作品『スティル・ゴット・ザ・ブルーズ』（1990年）への礎を築き、次作『アフター・アワーズ』（1992年）の録音にも参加する。ムーアとの信頼関係は続き、アルバム『パワー・オブ・ザ・ブルーズ』（2004年）にも作曲家とベーシストとして参加をしている。
1980年代末からは様々なレコーディングに参加。ブラック・サバスのアルバム『エターナル・アイドル』（1987年）、ギタリストのイングヴェイ・マルムスティーンのレコーディングの他、ジェフ・スコット・ソートのタカラに参加。また元ナイト・レンジャーのジェフ・ワトソンのアルバム『ローン・レンジャー』の制作に関わり、これを機にワトソン、カーマイン・アピス、ジョー・リン・ターナーとマザーズ・アーミーを結成したが、アルバム『マザーズ・アーミー』（1993年）を発表後にマネージメントのトラブルに巻き込まれて解散に追い込まれた。

### シャロン・オズボーンとの法廷闘争
1988年にオズボーンに依頼され、アルバム『ノー・レスト・フォー・ザ・ウィケッド』では作詞とベースを担当。1991年には再び彼とアルバム『ノー・モア・ティアーズ』（1991年）を制作。同作はアルバム・チャートの最高位がアメリカで7位、イギリスで10位と、これまでで最大のヒットになった。しかし、クレジットの件でオズボーンのマネージメントに携わるシャロン・オズボーンとの法廷闘争が発生した。
1997年、シドニーに居を構えブルース・バンド、ザ・フーチー・クーチー・メンを結成。ジョン・ロードとともにアルバムを発表するなどして音楽活動を行なっていた。しかし、2002年にオズボーンのマネージメントが過去の作品を再発した際、デイズリーが演奏したベース・パートと彼の作詞作曲のクレジットを削除したため、2003年7月に当時の同僚だったカースレイクとドン・エイリー（キーボード）、スティーヴ・モーズ（ギター）を招いてリヴィング・ラウドを結成。オズボーンの声質に似たボーカリストのジミー・バーンズを迎えて、オズボーンとの活動中に作った曲を演奏しアルバムを制作して、著作物権利の保護の主張を行っている。裁判は現在も係争中だが、彼はライブ・ツアーを続行している。

## ディスコグラフィ

### カーバス・ジュート
- 『ワイド・オープン』 - Wide Open (1971年)

### ウィドウメイカー
- 『ウィドウメイカー』 - Widowmaker (1975年)
- 『呪いの使者 (トゥ・レイト・トゥ・クライ)』 - Too Late To Cry (1977年)

### レインボー
- 『バビロンの城門』 - Long Live Rock 'n Roll (1977年)
- 『ファイナル・ヴァイナル』 - Finyl Vinyl (1986年)
- 『ライブ・イン・ミュンヘン 1977』 - Live in Munich 1977 (2006年)

### オジー・オズボーン
- 『ブリザード・オブ・オズ〜血塗られた英雄伝説』 - Blizzard of Ozz (1980年)
- 『ダイアリー・オブ・ア・マッドマン』 - Diary of a Madman (1981年)
- 『月に吠える』 - Bark at the Moon (1983年)
- 『罪と罰』 - The Ultimate Sin (1986年)
- 『ノー・レスト・フォー・ザ・ウィケッド』 - No Rest for the Wicked (1988年)
- 『ノー・モア・ティアーズ』 - No More Tears (1991年)

### ユーライア・ヒープ
- 『魔界再来』 - Abominog (1982年)
- 『ヘッド・ファースト』 - Head First (1983年)

### ゲイリー・ムーア
- 『ヴィクティムズ・オブ・ザ・フューチャー』 - Victims Of The Future (1984年)
- 『エメラルド・アイルス』 - Emerald Aisles (1985年)
- 『ラン・フォー・カヴァー』 - Run for Cover (1985年)
- 『ワイルド・フロンティア』 - Wild Frontier (1987年)
- 『アフター・ザ・ウォー』 - After the War (1989年)
- 『スティル・ゴット・ザ・ブルーズ』 - Still Got the Blues (1990年)
- 『アフター・アワーズ』 - After Hours (1992年)
- 『パワー・オブ・ザ・ブルーズ』 - Power of the Blues (2004年)

### その他
- カーバス・ジュート : Wide Open (1970年)
- チキン・シャック : 『アンラッキー・ボーイ』 - Unlucky Boy (1972年)
- マンゴ・ジェリー : Long Legged Woman Dressed In Black (1974年)
- タイラ・ギャング : Tyla Gang (1979年)
- ブラック・サバス : 『エターナル・アイドル』 - The Eternal Idol (1987年)
- イングヴェイ・マルムスティーン : 『オデッセイ』 - Odyssey (1988年)
- ビル・ワード : Ward One: Along the Way (1990年)
- ジェフ・ワトソン : 『ローン・レンジャー』 - Lone Ranger (1992年)
- ジェフ・ワトソン : 『アラウンド・ザ・サン』 - Around The Sun (1993年)
- マザーズ・アーミー : 『マザーズ・アーミー』 - Mother's Army (1993年)
- カーマイン・アピス : 『ギター・ゼウス』 - Guitar Zeus (1995年)
- タカラ : 『テイスト・オブ・ヘブン』 - Taste of Heaven (1995年)
- ウォーレン・デ・マルティーニ : 『コンステレイションズ』 - Crazy Enough To Sing To You (1997年)
- マザーズ・アーミー : 『プラネット・アース』 - Planet Earth (1997年)
- マザーズ・アーミー : 『ファイアー・オン・ザ・ムーン』 - Fire On The Moon (1998年)
- タカラ : 『ブラインド・イン・パラダイス』 - Blind in Paradise (1998年)
- ストリーム : 『ナッシング・イズ・サクレッド』 - Nothing Is Sacred (1998年)
- ザ・フーチー・クーチー・メン : The Hoochie Coochie Men (2001年)
- ジョン・ロード・ウィズ・ザ・フーチー・クーチー・メン : 『ライヴ・アット・ザ・ベースメント』 - Live At The Basement (2003年)
- シルヴァー : Intruder (2003年)
- Voodooland : Give Me Air (2004年)
- リヴィング・ラウド : 『リヴィング・ラウド』 - Living Loud (2004年)
- カール・コクラン : Voodooland (2004年)
- リヴィング・ラウド : 『リヴィング・ラウド』 - Live In Sydney 2004 Debut Live Concert (2005年)
- ザ・フーチー・クーチー・メン・フィーチャリング・ジョン・ロード : 『デンジャー・ホワイト・メン・ダンシング』 - Danger: White Men Dancing (2007年)